# Lenguas de Adelbert meridional
Las lenguas de la Cordillera Adelbert meridional son una familia lingüística de lenguas papúes del grupo Madang de las lenguas trans-neoguineanas habladas en la provincia de Madang en Papúa-Nueva Guinea.

## Clasificación interna
Las lenguas de este grupo se clasifican en dos subgrupos principlales de acuerdo con la clasificación de Daniels (2012):
- Familia Pomoikana: Osum (Utarmbung), Wadaginam, Anam (Pondoma), Anamgura (Ikundun), Moresada.
- Sogeram
  - Oriental: Faita (Kulsab), Musak (Aisi)
  - Occidental: Atemble, Nend (Angaua), ?Gants
  - Central
    - Sikan: Mum (Katiati), Sileibi, Magɨyi?
    - Paynamar (Manat), Apali (Emerum)